# Ivo Galletti
Ivo Galletti (Piumazzo, 16 marzo 1920 – Bologna, 6 agosto 2020) è stato un imprenditore italiano.

## Biografia
Ivo Galletti nacque a Piumazzo, frazione del comune di Castelfranco Emilia, nel 1920. All'età di 16 anni iniziò a lavorare come operaio presso il salumificio Ulisse Colombini fuori porta Santo Stefano a Bologna. 
Nel 1945, dopo la guerra, assieme al fratello Gino Galletti, morto poi nel 1993, e all'amico Rino Brini, figlio di uno dei dipendenti del salumificio Ulisse Colombini, fondò la società Alcisa (Azienda Lavoratrice Carni Insaccate Salumi e Affini).
Il laboratorio della società era nel retrobottega dell'antica salumeria Reggiani, in via Riva Reno a Bologna: fu lì che i due fratelli e il terzo socio iniziarono la lavorazione della mortadella, cuocendola in una stufa a legna di quercia stagionata.
Si spostarono in un nuovo laboratorio vicino a Porta Lame, nel 1953 presso lo stabilimento Musiani vicino a porta San Vitale e infine nel 1968, a Zola Predosa, ancora oggi sede dello stabilimento dell'Alcisa.
I primi cinque quintali di mortadella li fecero per una salumeria di Bologna per poi arrivare a produrre fino a 1500 quintali di mortadella a settimana. Con il tempo assunse una posizione leader nella produzione della mortadella, che nel frattempo nel 1989 aveva ottenuto il riconoscimento europeo dell'I.G.P.. La società Alcisa giunse a possedere anche tre prosciuttifici: a San Daniele, Sala Baganza e Langhirano per un totale di 260 dipendenti.
Nel 1958 ideò e realizzò assieme ad altri soci un centro turistico balneare a Principina a Mare in provincia di Grosseto.
Nel 1973 acquistò il Diana, famoso ristorante di Bologna.
Il 21 settembre 2011 Galletti e Rino Brini, entrambi novantunenni, decisero di vendere l'Alcisa.
Istituì una Fondazione dedicata al fratello Gino per lo studio della malattia di Alzheimer e della malattia di Parkinson
È morto il 6 agosto 2020, all'età di 100 anni.

## Premi e onorificenze
Il giorno 8 aprile 2001 il Comune di Bologna ha conferito a Ivo Galletti il premio Nettuno d'oro per avere onorato con la propria attività professionale e pubblica la città di Bologna.